# 데니스 아이라페탼
데니스 예두아르도비치 아이라페탼(우즈베크어: Denis Eduardovich Ayrapetyan, 러시아어: Дени́с Эдуа́рдович Айрапетя́н, 1997년 1월 17일~)은 러시아 태생 우즈베키스탄의 쇼트트랙 선수이다. 2022년 동계 올림픽에 참가했고 유럽 선수권 대회에서 금메달 1개, 은메달 3개, 동메달 3개를 획득했다.